# Jan Marek (geolog)
Jan Marek (16. října 1938 Praha – 12. března 2021 Praha) byl český inženýrský geolog. Je známý především bojem za záchranu zámku Jezeří na úpatí Krušných hor.

## Život
Jan Marek se narodil v Praze těsně před druhou světovou válkou. Válku samotnou prožil u příbuzných na Slovensku. Jeho matka byla příbuzná s Milanem Rastislavem Štefánikem a byla s ním spjata i názorově. Po válce se Jan Marek vrátil do Prahy. Před střední školou uvažoval, zda se má věnovat výtvarnému umění, nebo přírodovědě. Nakonec zvítězila přírodověda a nastoupil na střední geologickou školu v Praze na Žižkově. Po ukončení střední školy nemohl z politických důvodů pokračovat na vysokou školu a tak musel, na základě umístěnky, nastoupit do Agroprojektu Ostrava. Po absolvování dvou let vojenské služby se vrátil do Prahy, kde v roce 1959 nastoupil do podniku Stavební geologie Praha. V této firmě pracoval celý svůj život. Při práci nastoupil na dálkové studium geologie na Přírodovědecké fakultě UK v Praze. Studium úspěšně ukončil po šesti letech v roce 1968.
Během studia spolupracoval v rámci zaměstnání s předními československými odborníky, sám se postupně specializoval na inženýrskogeologické mapování. V rámci svého zaměstnání plnil mnoho průzkumných úkolů v severočeské oblasti a na základě toho také pokračoval v dalším studiu na Přírodovědecké fakultě UK, které ukončil v roce 1980. Téma jeho disertační práce bylo „Výsledky inženýrskogeologických mapovacích prací v oblasti Krušných hor a přilehlého podhůří a jejich praktický význam“. Tato práce byla velmi oceňována.
V roce 1997 nastoupil na Ústav hydrogeologie Přírodovědecké fakulty UK jako pedagog.

## Odborná práce
Na začátku své odborné praxe se v letech 1959–1968 zabýval průzkumy pro dálniční trasy Praha–Brno a Praha–Liberec., průzkumy míst pro přehrady a mapováním zátopových oblastí na Ohři, Želivce, Novohradce, Malši aj. V dalším období se zabýval řešením problémů spojených s rozšiřováním povrchové těžby hnědého uhlí v Severočeské pánvi. Od roku 1973 mapoval předpolí velkolomů na Mostecku a Chomutovsku. V rámci těchto výzkumů se zabýval také podrobnými průzkumy stabilně rizikových míst báňskými metodami, především v okolí zámku Jezeří. V letech 1992–1994 pracoval na inženýrskogeologickém mapování území postižených velkoplošnou těžbou v oblasti Sokolovska pro rehabilitaci zdevastovaných oblastí, a na posouzení vlivu cementárny Čížkovice na životní prostředí. Koncem 90. let 20. století se zabýval mapováním geofaktorů oblasti Jizerských hor ohrožených plošnou erozí. V letech 1998–2002 pracoval na inženýrskogeologickém posuzování a mapování povodí Moravy po katastrofální povodni v roce 1997. Pracoval také na předběžném inženýrskogeologickém a hydrogeologickém posuzování lokalit, navržených na hlubinná úložiště vysoce nebezpečných odpadů. V letech 2003–2006 pracoval na zhodnocení geologických rizik, ohrožujících významné hrady, zámky a další památkové objekty (celkem 21 objektů). Pro tato posuzování vypracoval i obecnou metodiku.

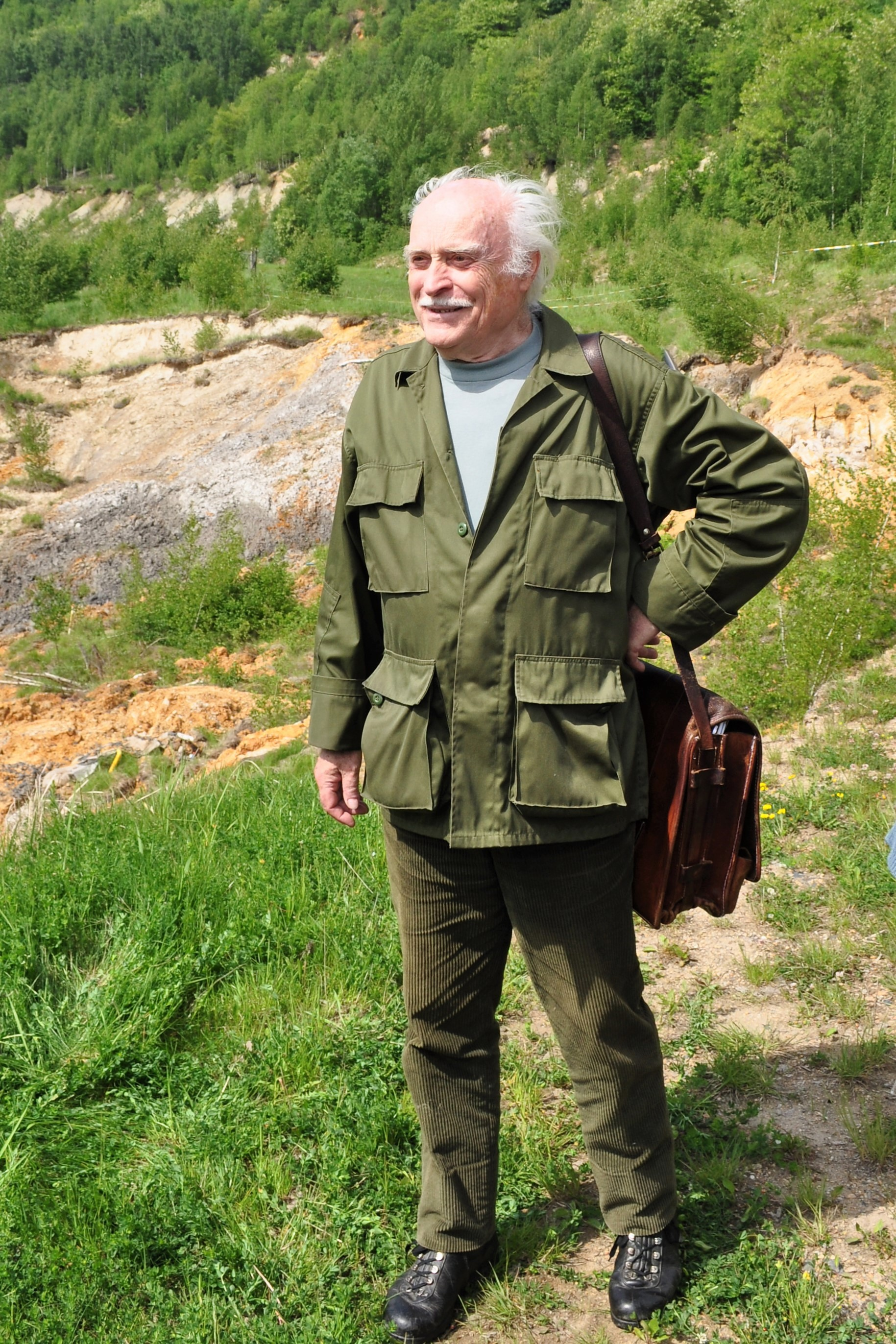
Jan Marek na okraji těžebního prostoru pod zámkem Jezeří (2011)

## Zapojení do ochrany památek a životního prostředí
Roku 1959 se Jan Marek stal jedním z prvních členů Sboru ochrany přírody a krajiny při Národním muzeu, který se později osamostatnil z iniciativy Otakara Leiského v TIS – svaz pro ochranu přírody a krajiny. Později se angažoval v Ekologické sekci Biologické společnosti při ČSAV. Po roce 1990 spolupracoval s Ústavem ekologie krajiny ČSAV. Podporoval také mládežnické Hnutí Brontosaurus. Díky své odbornosti se v letech 1994–1997 zapojil do snah o zachování obce Libkovice.

## Ocenění
Je nositelem státního vyznamenání „Za pracovní obětavost“ a v roce 2005 byl oceněn Zlatou plaketou Quida Záruby.

## Publikační činnost
Ing. Jan Marek je autorem více než 150 závěrečných zpráv, většinou velkých průzkumných úkolů. Dále je autorem více než 230 odborných publikací z oboru inženýrské a jiné geologie. Napsal několik publikací z oboru historie, památkové péče, ochrany přírody a krajiny, připravil též několik odborných expozic a televizních pořadů (např. Toulky s Ladislavem Smoljakem).